# Церковь Святой Марии (Берлин)
Церковь Святой Марии (Мариенкирхе; нем. St. Marienkirche Berlin) — самая древняя из действующих евангелических церквей Берлина, одна из когда-то шести средневековых церквей в историческом центре города. Церковь расположена на Карл-Либкнехт-штрассе недалеко от Берлинской телебашни. Типичный образец позднеготического зального храма.

## История
Первое упоминание церкви с собственным приходом в берлинском «Новом городе» относится к 1292 году. На фундаменте из булыжника и гранита была возведена зальная церковь из ярко красного кирпича в стиле бранденбургской кирпичной готики. Повреждённая пожарами башня была реконструирована в стиле барокко в 1663—1666 годах Михаэлем Матиасом Смидсом и позднее — в неоготическом стиле в 1789—1790 годы Карлом Готтгардом Ланггансом.
В 1893—1895 годах масштабную реставрацию церкви провёл Герман Бланкенштайн, а после Второй мировой войны церковь была восстановлена в 1969—1970 годах.
В 1938 году, после того, как церковь Святого Николая была передана городу в качестве «музыкального собора», Мариенкирхе стала самым древним действующим храмом Берлина. После Второй мировой войны она была одной из немногих крупных церквей Берлина, в которых проходили службы.
В восстановленном после войны Берлине от плотно застроенного исторического центра города практически ничего не сохранилось, и церковь Мариенкирхе оказалась в совершенно ином окружении — практически одиноко стоящей на открытой площади, ограниченной многоэтажными новостройками, над которой с 1969 года доминирует берлинская телебашня. Церковь Св. Марии и Красная ратуша являются сейчас единственным напоминанием об историческом центре Берлина.
В башенном зале церкви Св. Марии находится знаменитая фреска «Пляска смерти», датируемая ориентировочно 1484 годом. Орган церкви изготовлен мастером Йоахимом Вагнером. Надгробие генерал-фельдмаршала Отто Кристофа фон Шпарра выполнено антверпенским скульптором Артусом Квеллинусом Старшим. Церковная кафедра выполнена по проекту Андреаса Шлютера.